# Ed Brubaker
Ed Brubaker (* 17. listopadu 1966, Bethesda, Maryland) je americký komiksový scenárista a kreslíř. Začínal jako kreslíř u Dark Horse Comics, posléze proslul jako autor superhrdinských komiksů Batman, Daredevil, Captain America, Catwoman, Uncanny X-Men a The Authority. V roce 2019 byl odvysílán seriál Too Old to Die Young, jehož je Brubaker spoluautorem.

## Česky vydané komiksy
Na českém trhu byly vydány následující komiksy se scénářem a/nebo kresbami Eda Brubakera:

### Sešity
- 2005 - Batman: Budu tě sledovat, (v Crew2 #14)

### Knihy
- Captain America Omnibus:
  - 2011 – Captain America Omnibus 1, (s Steve Epting)
  - 2012 – Captain America Omnibus 2, (s Steve Epting)
  - 2012 – Captain America: Smrt Omnibus 3, (s Steve Epting)

- Criminal:
  - 2012, 2021 – Criminal, (s Sean Phillips)
  - 2015, 2022 – Criminal 2: Poslední z nevinných, (s Sean Phillips)
  - 2022 – Criminal 3: Noční rozhodnutí, (s Sean Phillips)

- Edice Ultimátní komiksový komplet:
  - 2013 – Ultimátní komiksový komplet #44 - Captain America: Zimní voják, část 1, (s Steve Epting)
  - 2013 – Ultimátní komiksový komplet #51 - Captain America: Zimní voják část 2, (s Steve Epting)
  - 2015 – Ultimátní komiksový komplet #66: Secret Avengers - Mise na Mars, (s Mike Deodato)
  - 2016 – Ultimátní komiksový komplet #74: Samotný strach – část první, (pouze zahrnutý sešit Fear Itself Prologue: Book of The Skull)
  - 2016 – Ultimátní komiksový komplet #75: Samotný strach – část druhá, (pouze zahrnutý sešit Fear Itself #7.1: Captain America)

- Edice Nejmocnější hrdinové Marvelu:
  - 2017 – Nejmocnější hrdinové Marvelu #028: Iron Fist, (s Matt Fraction, David Aja a Travel Foreman)

- Edice DC komiksový komplet:
  - 2018 – DC komiksový komplet #039: Catwoman: Po stopách Catwoman, (s Darwyn Cooke a Brad Rader)

- Batman:
  - 2013 – Batman: Kameňák a další příběhy - (příběh "The Man Who Laughs"), (s Doug Mahnke)

- Gotham Central:
  - 2016 – Gotham Central 1 – Při výkonu služby, (s Greg Rucka)
  - 2018 – Gotham Central 2 – Šašci a blázni, (s Greg Rucka)
  - 2019 – Gotham Central 3 – V rajonu šílenství, (s Greg Rucka)
  - 2020 – Gotham Central 4 – Corrigan, (s Greg Rucka)

- Fatale:
  - 2017 – Fatale 1: Smrt je mi v patách, (s Sean Phillips)
  - 2018 – Fatale 2: Ďábelská záležitost, (s Sean Phillips)
  - 2019 – Fatale 3: Na západ od pekla, (s Sean Phillips)
  - 2020 – Fatale 4: Modlitba za déšť, (s Sean Phillips)
  - 2020 – Fatale 5: Proklít démona, (s Sean Phillips)

- Zabij, nebo budeš zabit:
  - 2022 – Zabij, nebo budeš zabit, kniha 1., (s Sean Phillips)

- Ostatní:
  - 2020 – Zatmívačka, (s Sean Phillips)
  - 2023 – Inkognito – Tajné vydání, (s Sean Phillips)

### DC Comics
- Batman #582-586, 591-607 (2000-02)
- Batman: Gotham Noir (2001)
- Batman: Turning Points #2-3 (2001)
- Batman: Our Worlds At War #1 (2001)
- Batman: Gotham Knights - "I'll Be Watching" (2003)
- Batman: The Man Who Laughs (2005)
- Catwoman #1-10, 12-37 (2002-05)
- Catwoman: Secret Files and Origins #1 (2002)
- Detective Comics #758-762 (2001)
- Detective Comics #777-786 (2003)
- Gotham Central #1-5, 11-16, 19-22, 26-27, 33-36 (2003)
- Hawkman #27 (2004)
- Robin #86 (2001)

### Wildstorm
- The Authority: Revolution #1-12 (2004-05)
- Coup D’état: Sleeper #1 (2004)
- Point Blank #1-5 (2002-03)
- Sleeper #1-12, "Season Two" #1-12 (2003-05)
- Tom Strong #29, 30 (2004-05)

### Vertigo
- Deadenders #1-16 (2000-01)
- Gangland #3 "Small Time" (1998)
- Sandman Presents: Dead Boy Detectives #1-4 (2001)
- Scene of the Crime #1-4 (1999)
- Vertigo Visions: Prez, Smells Like Teen President (1995)
- Vertigo: Winter's Edge #2 "God and Sinners" (1999)
- Vertigo: Winter's Edge #3 "The Morning After" (2000)

### Marvel Comics
- Books of Doom #1-6 (2006)
- Captain America (vol. 5) #1-50, (vol. 1) #600-619, (vol. 6) #1-19 (2005-12)
- Captain America and Bucky #620-628 (2011-12)
- Captain America 65th Anniversary Special #1 (2006)
- Captain America: Reborn #1-6 (2009-10)
- Captain America: Who Will Wield the Shield? (2009)
- Criminal (vol. 1) #1-10, (vol. 2) #1-7 (2006-08)
- Criminal: The Sinners #1-5 (2009-10)
- Daredevil (vol. 2) #82-119, (vol. 1) #500 a Annual #1 (2006-09)
- Daredevil: Blood of the Tarantula #1 (2008)
- Fear Itself: Book of the Skull #1 (2011)
- Fear Itself #7.1 (2011)
- The Marvels Project #1-8 (2009-10)
- The Immortal Iron Fist #1-14 and Annual #1 (2006-08)
- Incognito #1-6 (2008-09)
- Incognito: Bad Influences #1-5 (2010-11)
- Secret Avengers #1-12 (2010-11)
- Steve Rogers: Super-Soldier #1-4 (2010)
- Uncanny X-Men #475-503 (2006-08)
- Winter Soldier #1-14 (2012-13)
- Winter Soldier: Winter Kills #1 (2006)
- X-Men: Deadly Genesis #1-6 (2006)
- Young Avengers Presents #1 (2008)

### Image Comics
- Fatale #1-24 (2012-14)
- Velvet #1-15 (2013-2016)
- The Fade Out #1-12 (2014-2016)
- Kill or be Killed #1–20 (2016–2018)
- Criminal (vol. 3) #1–12 (2019–2020)
- Bad Weekend (grafický román, 2019)
- My Heroes Have Always Been Junkies (grafický román, 2019)
- Pulp (grafický román, 2020)

### Ostatní
- Dark Horse Presents #50 "Burning Man" (1991)
- Dark Horse Presents #65-67 "An Accidental Death" (1992)
- Dark Horse Presents #96-98 "Here And Now" (1995)
- Dark Horse Presents #100 "Bird Dog" (1995)
- Dark Horse Presents #106 "Godzilla's Day" (1996)
- Detour #1 (1997)
- Lowlife #1-4 (1995)
- Real Stuff #9 (1992)